# Wilfrid Voynich
Wilfrid Voynich, nascut com a Michał Habdank-Wojnicz (Telsze, Lituània, 12 de novembre [C.J. 31 d'octubre] de 1865 – Nova York, 19 de març del 1930), va ser un revolucionari, antiquari i bibliòfil polonès. Voynich va dirigir un dels negocis de llibres rars més grans del món, però se'l recorda més per ser l'epònim del manuscrit de Voynich.

## Vida
Michał Habdank-Wojnicz va néixer a Telsze (aleshores part de l'Imperi Rus i ara a Lituània), dins d'una família noble poloneso-lituana. De fet, el component "Habdank" del seu cognom és el nom d'un clan heràldic polonès. Voynich era fill d'un petit funcionari polonès (un conseller titular).
Va estudiar al gimnazjum de Suwałki (una població del nord-est de Polònia), i després a la universitat de Varsòvia, a la de Sant Petersburg i a la de Moscou. Es va graduar a la Universitat de Moscou en química i va esdevenir un farmacèutic amb llicència.

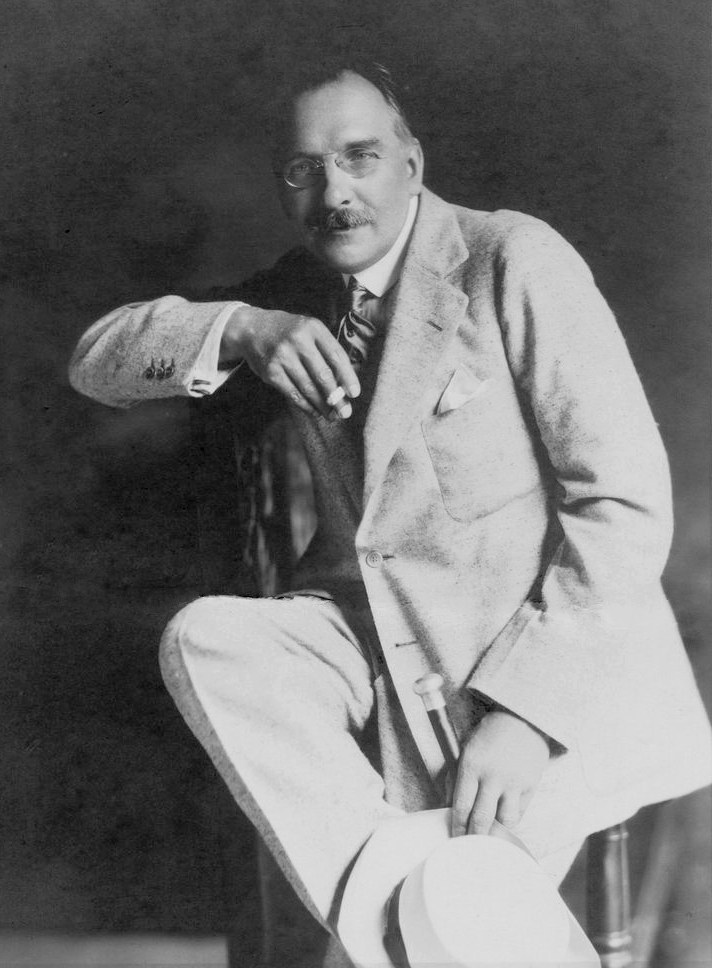
Voynich cap als 48 anys

El 1885, a Varsòvia, Voynich va incorporar-se a l'organització revolucionària Proletariat, de Ludwik Waryński. El 1886, després d'un intent fallit d'alliberar els companys de conspiració Piotr Bardowski (1846-1886) i Stanisław Kunicki (1861-1886), tots dos sentenciats a mort, de la Ciutadella de Varsòvia, la policia russa el va detenir, i el 1887 el van enviar a fer treballs forçats a Tunka, prop d'Irkutsk (Sibèria). A Sibèria va adquirir un coneixement funcional però no gaire bo de divuit llengües diferents.
El juny del 1890 va escapar de Sibèria i, viatjant cap a l'oest en tren, va anar fins a Hamburg, des d'on va arribar a Londres l'octubre del 1890. Primer sota el nom d'Ivan Kel'chevskii, va treballar amb Stepniak, també revolucionari, dins de la Societat d'Amics de la Llibertat Russa, de Londres. Quan Stepniak va morir en un accident en un pas a nivell el 1895, Voynich va deixar l'activitat revolucionària.
Cap al 1897 va esdevenir llibreter de vell, seguint el consell de Richard Garnett, conservador del Museu Britànic. El 1898 va obrir una llibreria a la Soho Square de Londres, i va tenir prou sort trobant llibres rars, com ara un exemplar de la Bíblia de Malermi a Itàlia el 1902.
El 1902 es va casar amb la revolucionària Ethel Lilian Boole, filla del matemàtic britànic George Boole, amb qui Voynich s'havia associat des del 1890. Voynich va aconseguir la nacionalitat britànica el 25 d'abril del 1904, amb el nom legal de Wilfrid Michael Voynich.
El 1914 va obrir una altra llibreria a Nova York, on s'estava cada cop més a causa de la Primera Guerra Mundial. Es va involucrar a fons en el comerç de llibres de vell, i va escriure diversos catàlegs i altres textos sobre el tema.
El 1917, Voynich va traslladar la llibreria de Londres al número 175 del carrer Piccadilly. El mateix any, va ser investigat per l'FBI per un rumor sobre l'ús del xifratge de Bacon. L'informe detallava que comerciava amb manuscrits dels segles XIII, XII i XI i estimava el valor dels seus llibres en mig milió de dòlars, però no en va resultar res de rellevant sinó únicament que tenia un codi secret molt antic.
Voynich va morir a l'Hospital Roosevelt de Nova York el 1930 de càncer de pulmó.

## Manuscrit de Voynich

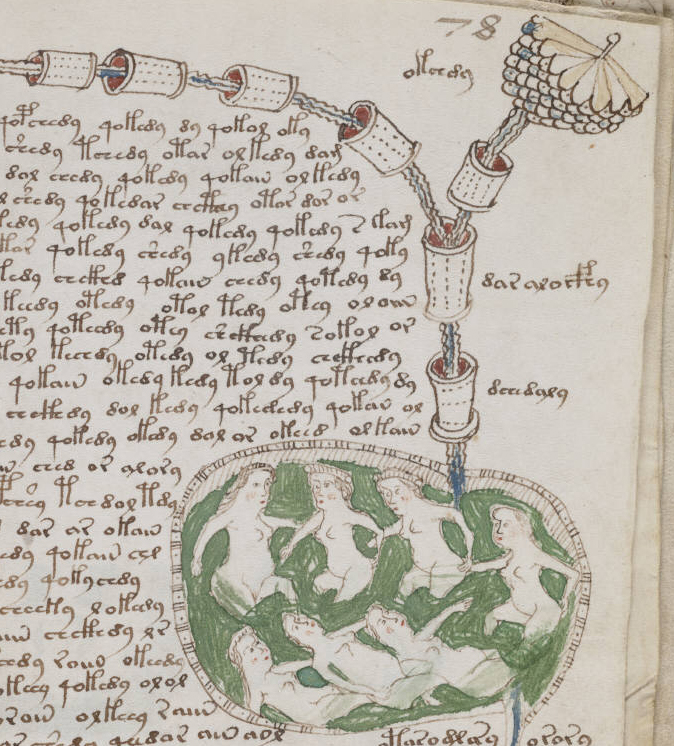
Detall d'una pàgina del manuscrit de Voynich

De les possessions de Voynich, la més famosa era un manuscrit misteriós que deia haver adquirit el 1912 a la Villa Mondragone (Itàlia), però que es va presentar en públic per primer cop el 1915. Va tenir aquest manuscrit fins que va morir, i se'l coneix amb el seu nom.